# Girraween
Girraween est une ville-banlieue australienne de l'agglomération de Sydney, située dans la zone d'administration locale de Cumberland en Nouvelle-Galles du Sud.

## Géographie
Girraween est située à environ 30 km à l'ouest du centre d'affaires de Sydney.

## Démographie
La population s'élevait à 4 058 habitants en 2006 et à 5 590 habitants en 2016.